# Michael Creed
Michael "Mike" Creed (Twin Falls, 8 de gener de 1981) va ser un ciclista estatunidenc, professional del 2000 al 2013. Va combinar la carretera amb la pista. Un cop retirat passà a la direcció esportiva.

## Palmarès en carretera
- 2001
  - Vencedor d'una etapa de la Ronda de l'Isard d'Arieja
- 2003
  -  Campió dels Estats Units sub-23 en contrarellotge
  - Vencedor d'una etapa al Sea Otter Classic
- 2004
  - 1r al Cascade Cycling Classic i vencedor d'una etapa
- 2012
  - Vencedor d'una etapa al Tobago Cycling Classic

## Palmarès en pista
- 2006
  -  Campió dels Estats Units en puntuació
  -  Campió dels Estats Units en persecució per equips (amb William Frischkorn, Michael Friedman i Charles Bradley Huff)
- 2007
  -  Campió dels Estats Units en persecució per equips (amb Colby Pearce, Michael Friedman i Charles Bradley Huff)